# Cantone di Livernon
Il Cantone di Livernon era una divisione amministrativa dell'arrondissement di Figeac.
È stato soppresso a seguito della riforma complessiva dei cantoni del 2014, che è entrata in vigore con le elezioni dipartimentali del 2015.
Comprendeva i comuni di:
- Assier
- Boussac
- Brengues
- Cambes
- Corn
- Durbans
- Espagnac-Sainte-Eulalie
- Espédaillac
- Flaujac-Gare
- Grèzes
- Issepts
- Livernon
- Quissac
- Reilhac
- Reyrevignes
- Saint-Simon
- Sonac